# Primarias del Partido Republicano de 2012 en Illinois
Las Primarias del Partido Republicano de 2012 en Illinois se hicieron el 20 de marzo de 2012. Las Primarias del Partido Republicano son una Primarias, con 69 delegados para elegir al candidato del partido Republicano para las elecciones presidenciales de Estados Unidos de 2012.  En el estado de Illinois estaban en disputa 69 delegados.

## Elecciones

### Resultados
| Primarias del Partido Republicano de Illinois de 2012 | Primarias del Partido Republicano de Illinois de 2012 | Primarias del Partido Republicano de Illinois de 2012 | Primarias del Partido Republicano de Illinois de 2012 | Primarias del Partido Republicano de Illinois de 2012 |
| Candidato                                             | Votos                                                 | Porcentaje                                            | Delegados                                             |                                                       |
| ----------------------------------------------------- | ----------------------------------------------------- | ----------------------------------------------------- | ----------------------------------------------------- | ----------------------------------------------------- |
| Mitt Romney                                           | 433,700                                               | 46.68%                                                | 41                                                    |                                                       |
| Rick Santorum                                         | 325,488                                               | 35.04%                                                | 10                                                    |                                                       |
| Ron Paul                                              | 86,605                                                | 9.32%                                                 | 0                                                     |                                                       |
| Newt Gingrich                                         | 73,993                                                | 7.96%                                                 | 0                                                     |                                                       |
| Rick Perry (retirado)                                 | 5,541                                                 | 0.60%                                                 | 0                                                     |                                                       |
| Buddy Roemer (retirado)                               | 3,704                                                 | 0.40%                                                 | 0                                                     |                                                       |
| Delegados no proyectados:                             | Delegados no proyectados:                             | Delegados no proyectados:                             | 15                                                    |                                                       |
| Total:                                                | 929,031                                               | 100.00%                                               | 69                                                    |                                                       |

| Clave: | Retirado antes de la contienda |